# مغد أسود
المَغْد الأسود  أو عنب الذئب أو عنب الثعلب أو الفَنَا أو الرَّبْرَق أو أفانية أو الثَّلِثَان أو الثُّلُثَان أو الثلثلان هو نبات عشبي حولي يتبع الفصيلة الباذنجانية. هو نوع عالمي الانتشار، يحتوي على مواد قلوانية، ويُعدُّ من النباتات السامة للأطفال.

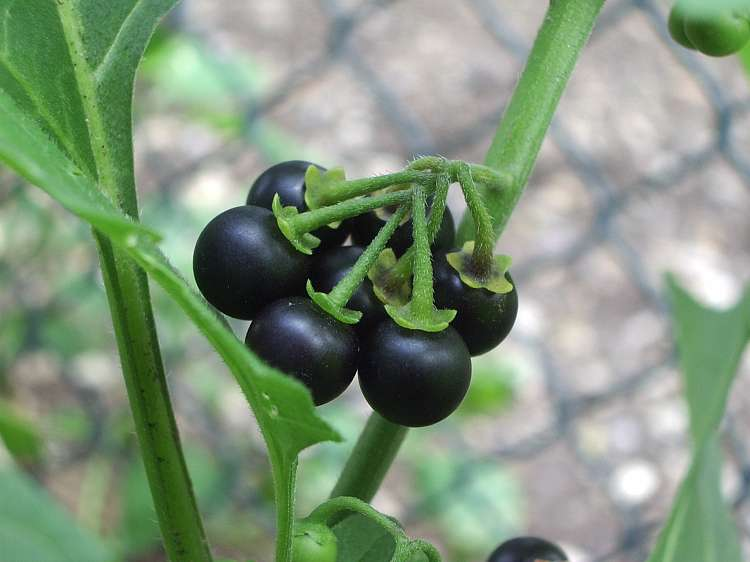
ثمار عنب الذئب

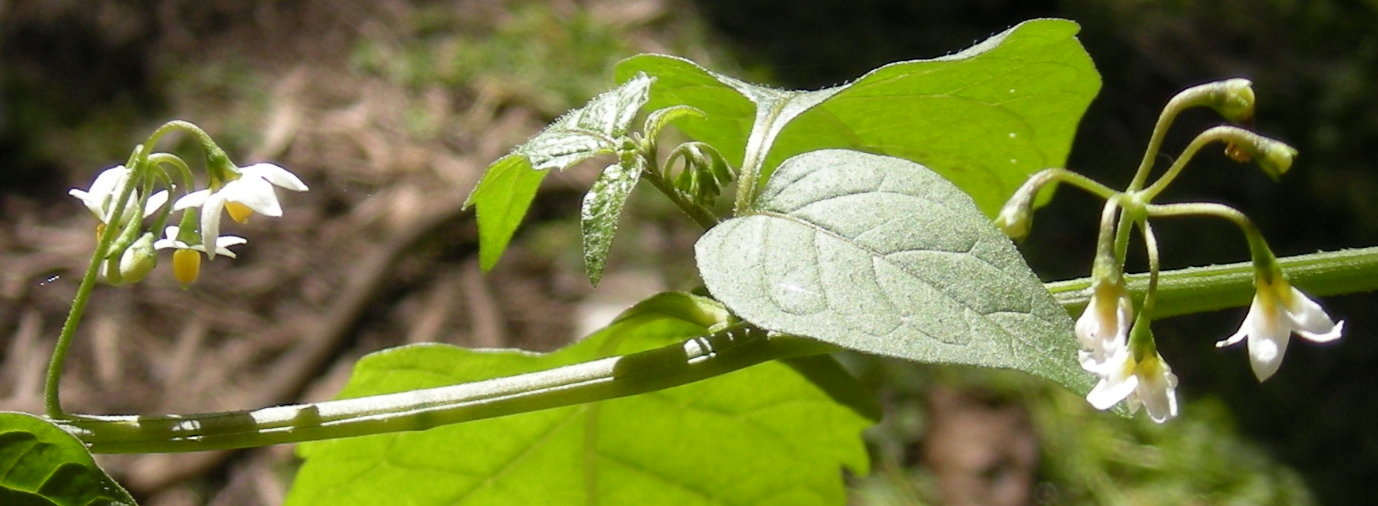
أزهار عنب الذئب

نبات حولي قد يصل ارتفاعه إلى المتر. أوراقه مفلطحة. تظهر أزهاره ذات اللون الأبيض في أعداد من أربعة إلى عشرة. وثمار النبات عوزة خضراء في أول الأمر ثم تصبح سوداء أو زرقاء عصيرية حلوة المذاق حال نضجها وتحتوي على كثير من البذور الصغيرة الكلوية الشكل، وتجمع في فصل الخريف. ويغزو النبات الحقول والبساتين والحدائق وضفاف القنوات المائية والأماكن المهجورة، وينتشر في جميع أنحاء العالم.
يحتوي النبات الكامل على السولانين الأسبارجين واليوتين والتانين السولانجيوستين وحمض اللنيوليك وحمض النخيل. يستخدم النبات طبياً كمسكن وكمنوم وفي تنعيم الجلد. بدأ استخدام هذا النبات منذ معرفة أثره المخدر والمشل لنهايات الأعصاب. ولعصير الثمار تأثير مخفف لآلام الأسنان بترك قطرة من العصير تتبخر فوق السن المؤلم.
لوحظ تسبب ثمار النبات في تسمم الأطفال عند أكلها، وخاصة إذا كانت الثمار غير كاملة النضج ويكون لونها بين الأحمر والبنفسجى، كما أن الإكثار من أكل الأخيرة يسبب فقدان الذاكرة والوعى وكثيراً ما تؤدى إلى التسمم ثم الوفاة لأنها تحتوى على قلويدات ستيرويدية. كما يضر المجموع الخضرى بالماشية عند الرعى عليها. هذا ولا ينصح باستعمال النبات داخلياً بسبب تأثيراته السامة، إلا أنه يمكن استعماله خارجياً لتخفيف بعض الآلام كآلام المفاصل.

## استخدام الأعشاب الطبية
تستخدم الأعشاب الطبية بصورتها الخام عن طريق محلات متخصصة في كثير من دول العالم. وقد بدأ في السنوات الأخيرة في مصر وبعض الدول العربية الأخرى التصريح ببيع أنواع منها في الصيدليات، حيث يتحقق عن هذا الطريق المزيد من الرقابة والأمان. حاليا في مصر هناك دراسات جادة يقوم بها نخبة من أساتذة الطب وعلم النبات في استخدام هذا النبات في علاج التهاب الكبد سي "(بالإنجليزية: hepatitis c virus)‏.